# Jackée Harry
Jackée Harry (Winston-Salem, 14 de agosto de 1956) é uma atriz norte-americana. É conhecida por interpretar Lisa Landry, na série Sister, Sister.
Também é conhecida por interpretar a cabeleireira Vanessa no seriado Todo Mundo Odeia o Chris.

## Biografia
Foi criado a partir dos nove anos em Harlem, Nova York, por sua mãe, Flossie. Na terceira idade de quatorze anos, Jackée obteve o papel principal do Rei na produção da escola de The King and I. Após a formatura da Escola Superior de Música e Arte da Nova York com distinção na Ópera, Jackée freqüentou a Universidade de Long Island, onde ela ganhou uma graduação em educação.
Jackée começou sua carreira como professora de história no Brooklyn Technical High School, as deixou depois de dois anos para prosseguir uma carreira na atuação. Ela estudou atuando no Henry Street Settlement no Lower East Side e fez sua estréia profissional em 1973 em Richard Wesley's Goin 'Through Changes; não muito tempo depois, ela estreou na Broadway Musical como Melinda Bernard.

## Filmografia

### Cinema
- 1984 - Moscow on the Hudson
- 1984 - Cotton Club
- 1986 - Alvin Goes Back to School
- 1987 - The Incledible Ida Earth
- 1987 - Alf Loves a Mystery
- 1988 - The Checch Show
- 1988 - Crash Course
- 1989 - Jackée
- 1989 - Double Your Pleause
- 1990 - We'll Take Manhattan
- 1992 - Ladybugs
- 2003 - The Nick at Nite Holiday Special
- 2004 - You Got Served
- 2006 - All You've Got
- 2007 - The Last Day of Summer
- 2009 - Precious
- 2009 - G.E.D.
- 2010 - The Clean Up Woman
- 2011 - The Ideal Husband
- 2011 - Shadow Hills
- 2012 - Switchin' the Script
- 2012 - JD Lawrence's the Clean Up Woman
- 2012 - Brother White
- 2013 - The Sins of Deacon Whyles
- 2013 - The Love Letter
- 2013 - Fordibben Woman
- 2014 - The Dirty 30
- 2014 - Knock 'em Dead
- 2015 - The Man in 3B
- 2016 - A Husband for Christmas
- 2016 - Broadcasting Christmas
- 2016 - Just Love
- 2016 - Ladies Book Club
- 2017 - Cupid's Proxy
- 2017 - Wrapped Up in Christmas

### Televisão
- 1983/1986 - Another World
- 1989 - The Women of Brewster Place
- 1988/1989 -  Amen
- 1985/1989 - 227
- 1990 - ABC TGIF
- 1991/1992 - The Royal Family
- 1992 - Designing Women
- 1994 - Dave's World
- 1996 - Unhappily Ever After
- 1995/1997 - Happily Ever After: Fairy Tales for Every Child
- 1994/1999 - Sister, Sister
- 2000 - Twice in a Lifetime
- 2003 - 7th Heaven
- 2004 - That's So Raven
- 2005/2009 - Everybody Hates Chris
- 2005 - One on One
- 2008 - Mighty B!
- 2010 - Inside the Business of Acting
- 2010 - Friends & Lovers
- 2010 - Christmas Cupid
- 2011 - She's Still Not Our Sister
- 2012 - Are We There Yet? (telessérie)
- 2012 - For Richer or Poorer
- 2013 - American Dad!
- 2011/2013 - Let's Stay Together
- 2013 - How to Live with Your Parents (For the Rest of Your Life)
- 2013 - Wanda Sykes Presents Herlarious
- 2014 - Instant Mom
- 2014 - One Love
- 2014 - Family Time
- 2014/2015 - Girl Meet World
- 2012/2015 - The First Family
- 2015 - Transformers: Robots in Disguise
- 2015 - In The Cut
- 2015 - Young & Hungry
- 2016 - 2 Broke Girls
- 2015/2017 - Baby Daddy
- 2017 - The Thundermans